# Knut Lundmark
Knut Emil Lundmark (ur. 14 czerwca 1889 w Älvsbyn, zm. 23 kwietnia 1958 w Lund) – szwedzki astronom.
Był jednym z pionierów współczesnej astronomii pozagalaktycznej. Był zwolennikiem poglądu, że wszechświat zawiera znacznie więcej galaktyk niż tylko jedną Drogę Mleczną. Zmierzył odległość do Galaktyki Andromedy na 650 tysięcy lat świetlnych (około 1/4 obecnie wyznaczonej odległości).
Planetoida (1334) Lundmarka została nazwana jego nazwiskiem.